# Contea di Wei (Xingtai)
La contea di Wei (威县S, Wēi XiànP) è una contea della Cina, situata nella provincia di Hebei e amministrata dalla prefettura di Xingtai.